# Chrysobothris costifer
Chrysobothris costifer es una especie de escarabajo del género Chrysobothris, familia Buprestidae. Fue descrita científicamente por Kerremans en 1909.